# Alessandro Algardi
Alessandro Algardi, född 31 juli 1598 i Bologna, död 10 juni 1654 i Rom, var en italiensk skulptör under högbarocken.

## Biografi
Efter studier vid Carracciakademin i Bologna slog sig Alessandro Algardi omkring 1625 ned i Rom, där han till sina vänner räknade Domenichino, Nicolas Poussin och Andrea Sacchi. Algardi utmärkte sig främst som porträttör, särskilt genom det psykologiska djupet i sin karaktärsanalys. Trots att Algardis inställning var klassicistisk och trots att han tävlade intensivt med Bernini tog han också intryck av Berninis stil, särskilt från dennes gravmonument över påven Urban VIII. Det kan man se till exempel på Algardis byst av påven Innocentius X. Det gravmonument som Algardi utförde över Leo XI i Peterskyrkan var det första som utfördes med Berninis Urban VIII som förebild. 
Kardinal Jules Mazarin försökte vid två tillfällen att övertala Algardi att komma till Paris och verka för det franska kungahuset.
Mellan 1646 och 1653 arbetade Algardi på reliefen Påve Leo I fördriver Attila från Rom. Med sin gradvisa övergång från de fristående figurerna i förgrunden till de låga relieferna i bakgrunden skulle denna relief komma att utöva stort inflytande på senare tiders teknik.

## Verk i urval
- Bronskrucifix – sakristian, San Carlo ai Catinari[2]
- Den helige Ignatius relikskrin – Il Gesù[3]
- Monsignor Antonio Cerris byst (kopia) – Cappella Cerri, Il Gesù[4]
- Gravmonument över ärkebiskop Ottaviano Corsini – höger tvärskepp, San Giovanni dei Fiorentini[5]
- Gravmonument över medlemmar ur familjen Frangipane – Cappella Frangipane, San Marcello al Corso[6]
- Gravmonument över Prospero Santacroce – vänster tvärskepp, Santa Maria della Scala[7]
- Den helige Filippo Neri med en ängel (1635–1639) – sakristian, Santa Maria in Vallicella[8]
- Påve Gregorius XV:s byst – sakristian, Santa Maria in Vallicella[8]
- Rättvisan och Visheten samt putti i stuck – Cappella Gessi, Santa Maria della Vittoria[9][10]
- Odoardo Santarellis byst (cirka 1640) – baptisteriet, Santa Maria Maggiore[11]
- Jungfru Maria och Barnet med de heliga Augustinus och Monica uppenbarar sig för den helige Nikolaus av Tolentino – högaltaret, San Nicola da Tolentino[12]
- Påve Leo I fördriver Attila från Rom (1646–1653) – Peterskyrkan[13]
- Gravmonument över påve Leo XI – Peterskyrkan[14]
- Den helige Johannes Döparen – Cappella Bandini, San Silvestro al Quirinale[15]
- Den heliga Maria Magdalena – Cappella Bandini, San Silvestro al Quirinale[15]
- Påve Innocentius X (1645–1649) – Musei Capitolini[16]
- Påve Innocentius X:s byst – Palazzo Doria-Pamphili[17]
- Fontana di Venere – Villa Pamphili[18]

## Bilder

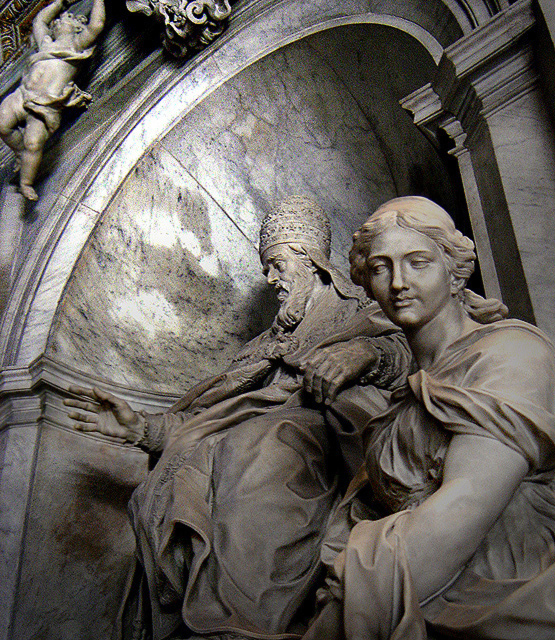
Detalj av påve Leo XI:s gravmonument (1642–1644). Peterskyrkan.
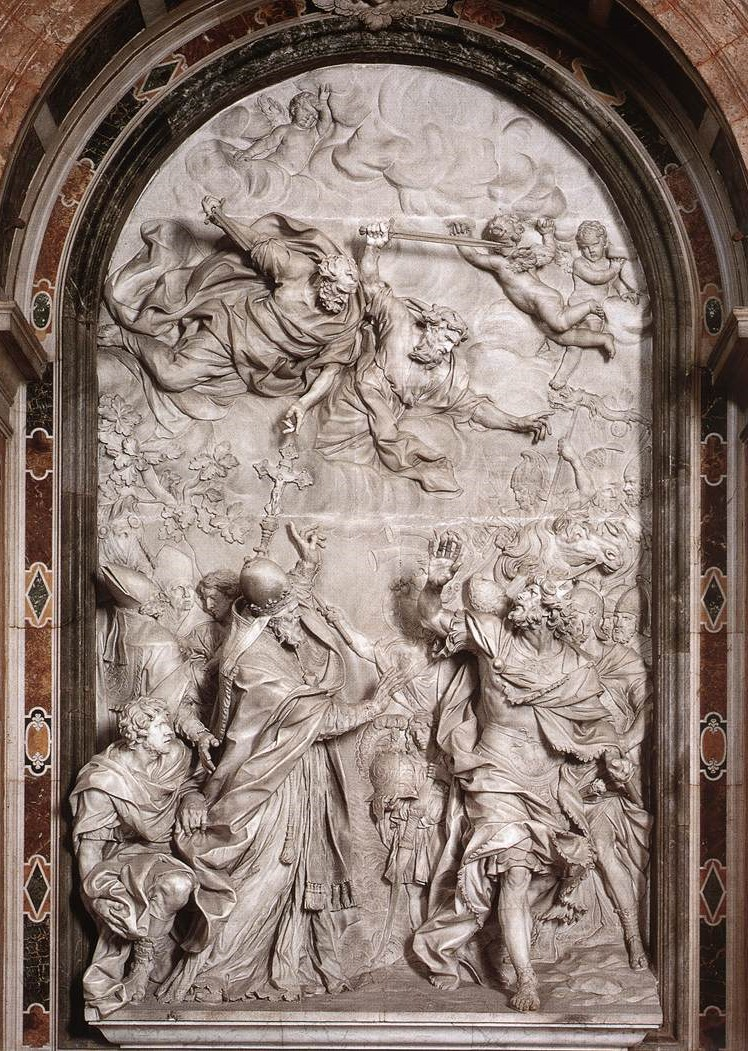
Påve Leo I fördriver Attila från Rom, Peterskyrkan.
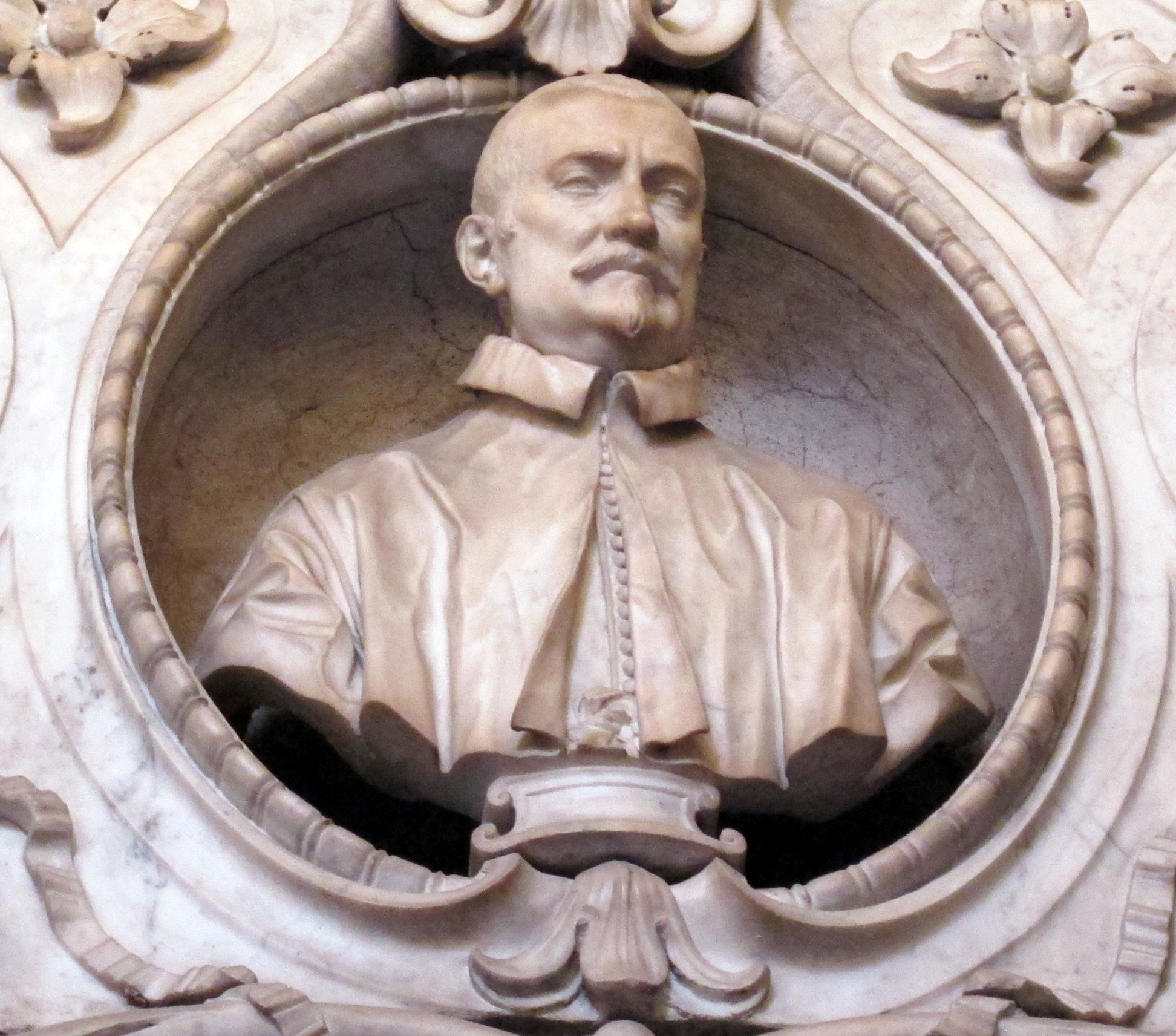
Byst föreställande Odoardo Santarelli, Santa Maria Maggiore, Rom.
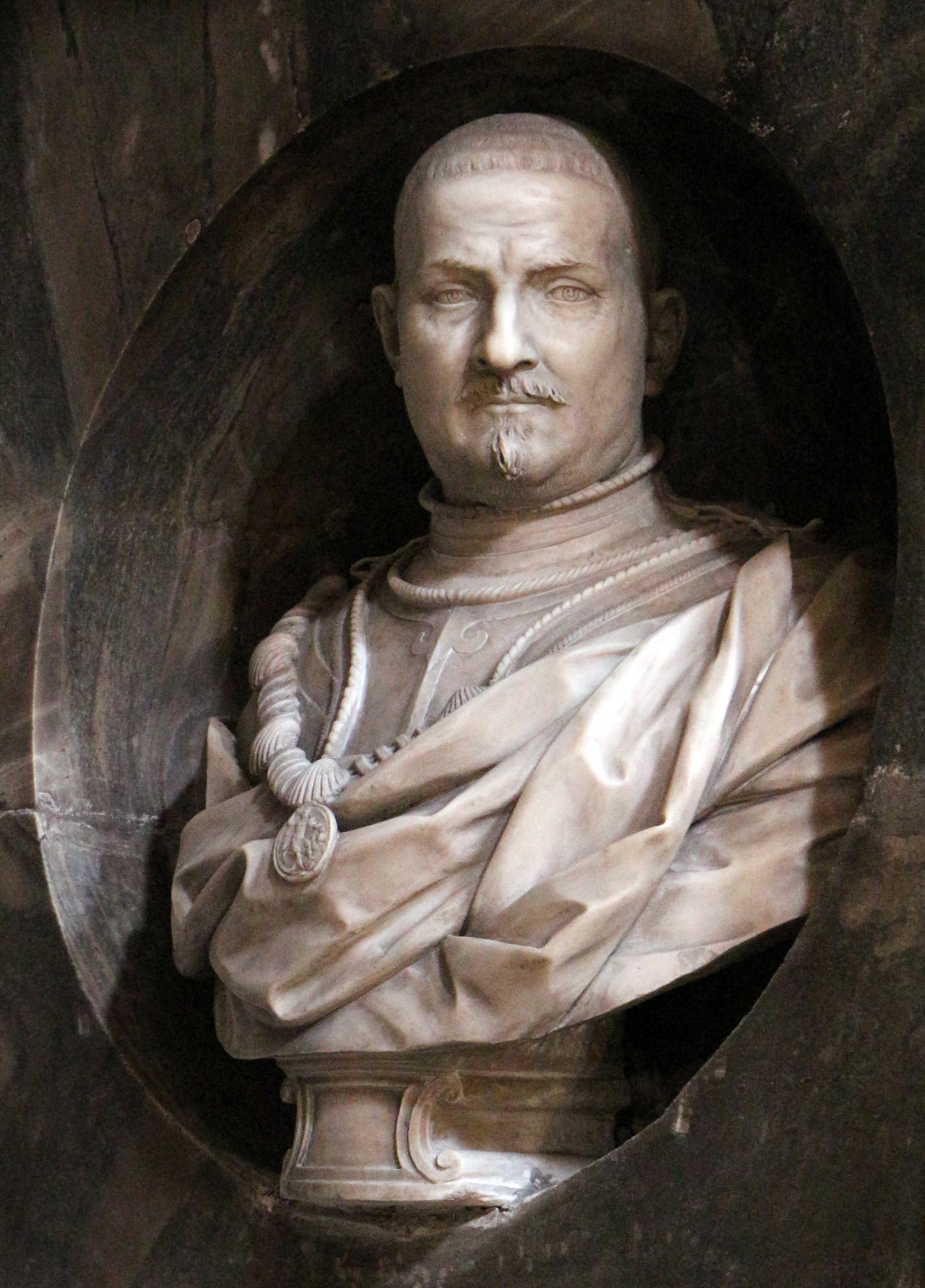
Byst föreställande Muzio Frangipane, San Marcello al Corso, Rom.
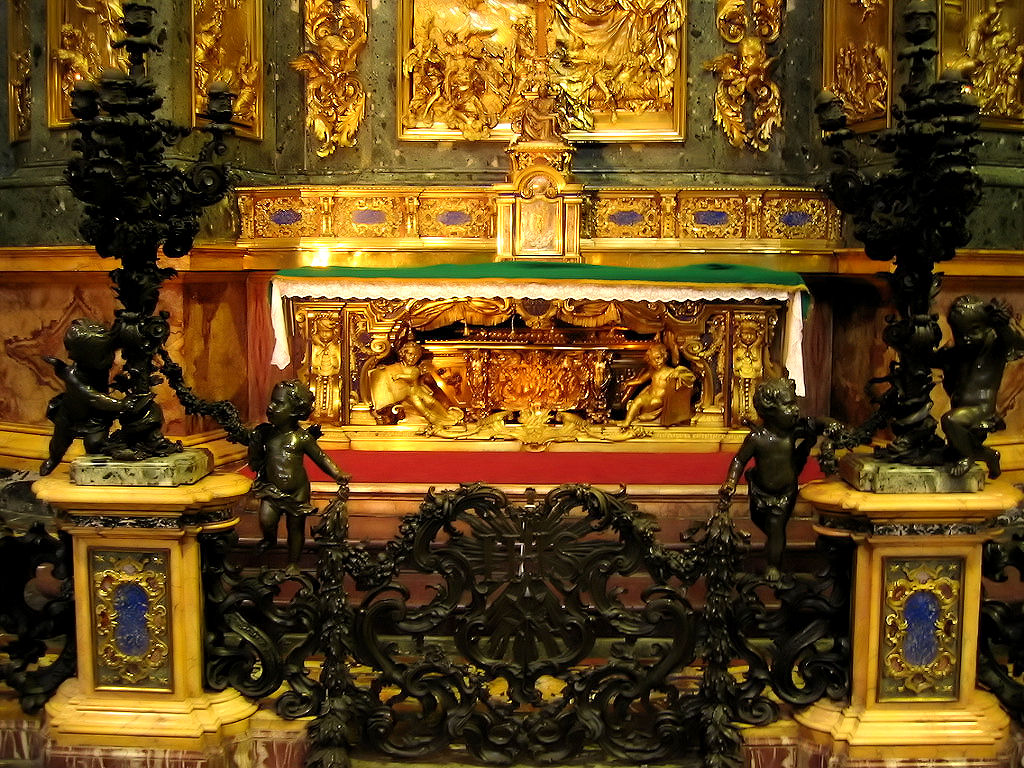
Den helige Ignatius grav, Il Gesù, Rom.
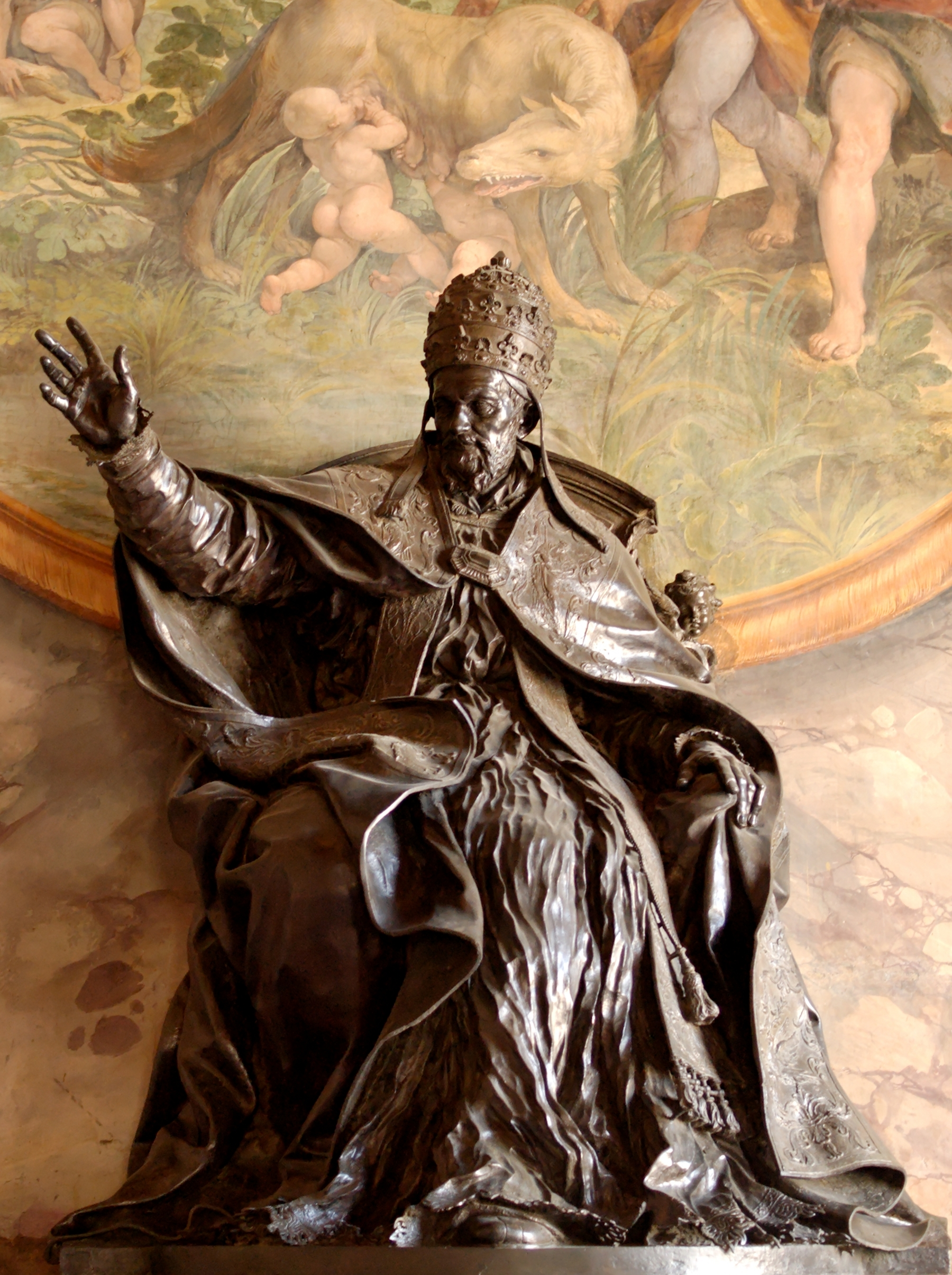
Påve Innocentius X (1645–1649). Musei Capitolini, Rom.
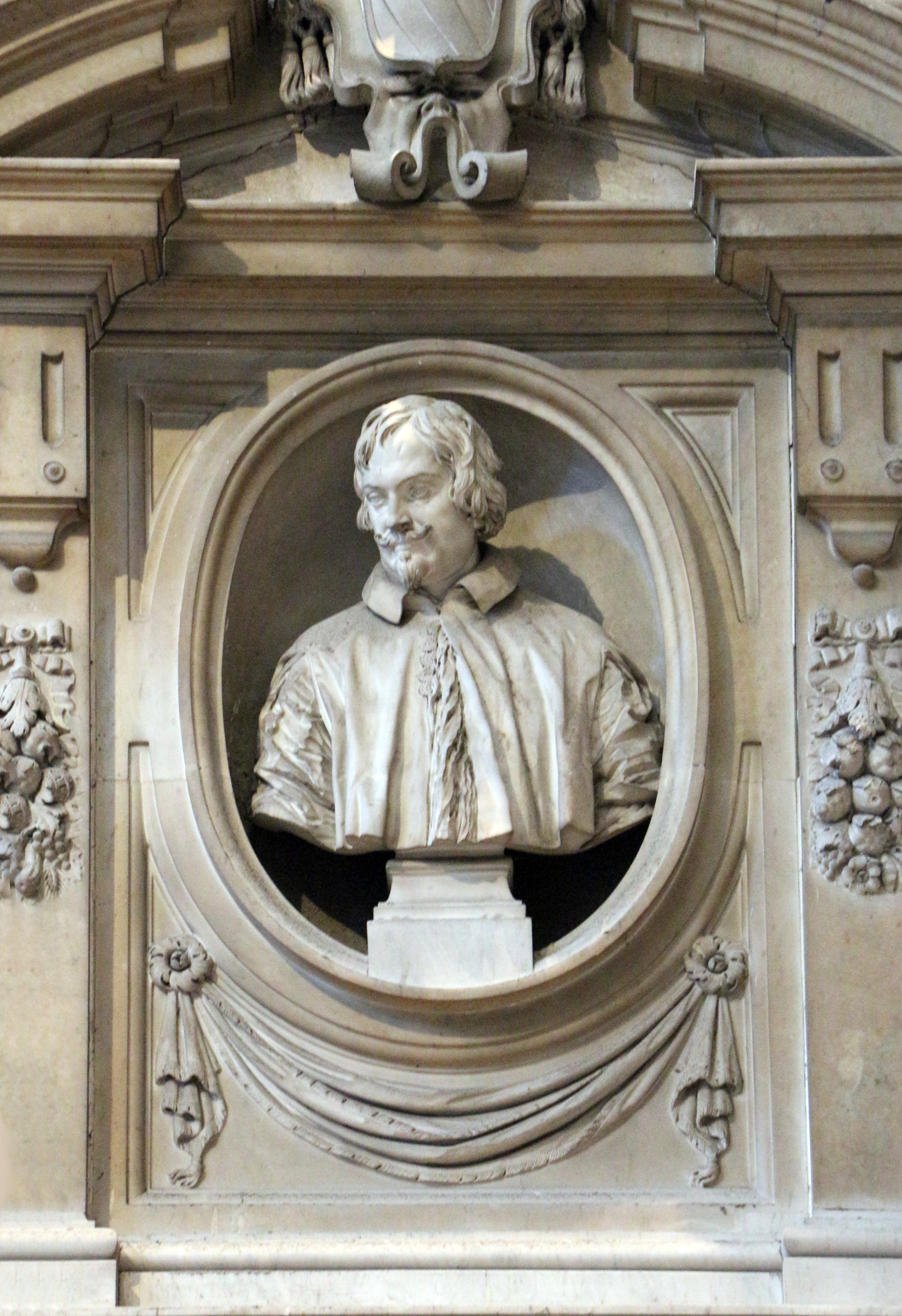
Gravmonument över ärkebiskop Ottaviano Corsini.